# Drapeau de Cleveland
 (mai 2025).
La mise en forme du texte ne suit pas les recommandations de Wikipédia : il faut le « wikifier ».
Les points d'amélioration suivants sont les cas les plus fréquents. Le détail des points à revoir est peut-être précisé sur la page de discussion.
- Les titres sont pré-formatés par le logiciel. Ils ne sont ni en capitales, ni en gras.
- Le texte ne doit pas être écrit en capitales (les noms de famille non plus), ni en gras, ni en italique, ni en « petit »…
- Le gras n'est utilisé que pour surligner le titre de l'article dans l'introduction, une seule fois.
- L'italique est rarement utilisé : mots en langue étrangère, titres d'œuvres, noms de bateaux, etc.
- Les citations ne sont pas en italique mais en corps de texte normal. Elles sont entourées par des guillemets français : « et ».
- Les listes à puces sont à éviter, des paragraphes rédigés étant largement préférés. Les tableaux sont à réserver à la présentation de données structurées (résultats, etc.).
- Les appels de note de bas de page (petits chiffres en exposant, introduits par l'outil «  Source ») sont à placer entre la fin de phrase et le point final[comme ça].
- Les liens internes (vers d'autres articles de Wikipédia) sont à choisir avec parcimonie. Créez des liens vers des articles approfondissant le sujet. Les termes génériques sans rapport avec le sujet sont à éviter, ainsi que les répétitions de liens vers un même terme.
- Les liens externes sont à placer uniquement dans une section « Liens externes », à la fin de l'article. Ces liens sont à choisir avec parcimonie suivant les règles définies. Si un lien sert de source à l'article, son insertion dans le texte est à faire par les notes de bas de page.
- La présentation des références doit suivre les conventions bibliographiques. Il est recommandé d'utiliser les modèles {{Ouvrage}}, {{Chapitre}}, {{Article}}, {{Lien web}} et/ou {{Bibliographie}}. Le mode d'édition visuel peut mettre en forme automatiquement les références.
- Insérer une infobox (cadre d'informations à droite) n'est pas obligatoire pour parachever la mise en page.

Pour une aide détaillée, merci de consulter Aide:Wikification.
Si vous pensez que ces points ont été résolus, vous pouvez retirer ce bandeau et améliorer la mise en forme d'un autre article.
Le drapeau de Cleveland sert de bannière représentative de la ville de Cleveland, Ohio, États-Unis. Le plus ancien drapeau de la ville de l'Ohio, il a été conçu par Susan Hepburn, diplômée d'une école d'art locale. Le drapeau a été officiellement adopté comme bannière municipale par le Conseil municipal de Cleveland le 21 octobre 1895,  avec l'ordonnance sur le drapeau adoptée le 24 février 1896.

## Conception et symbolisme
La charte municipale de Cleveland, adoptée en 1913, décrit le drapeau comme suit:
L'emblème municipal de la Ville sera une bannière de la description et du dessin suivants: la bannière se composera de trois (3) bandes verticales, de largeur égale, de couleur rouge, blanche et bleue respectivement, le rouge étant le plus proche de l'étendard et le blanc au centre. La bande du milieu portera le bouclier américain avec le mot "Cleveland" en bleu, en son centre, et les chiffres "1796" en rouge, à sa base, entourés d'une couronne de laurier. Le contour de la moitié inférieure de l'écusson est en rouge et celui de la partie supérieure en bleu. Dans le coin supérieur gauche du bouclier se tiendront une enclume, un marteau et une roue, et dans le coin supérieur droit une ancre, un guindeau et des rames. Sous le bouclier, en lettres noires, seront placés les mots "Progrès et prospérité".
Les couleurs et l'utilisation du bouclier américain représentent le patriotisme. 1796 est l'année de la fondation de Cleveland par le général Moses Cleaveland. L'enclume, le marteau et la roue représentent l'industrie et la fabrication, tandis que l'ancre, le guindeau (alternativement, le cabestan) et les rames représentent le statut de la ville en tant que port majeur sur les Grands Lacs. La devise municipale, "Progrès et prospérité", fait référence à la croissance rapide que Cleveland a connue au cours de la période d'adoption du drapeau.

## Histoire
L'idée d'un drapeau de Cleveland a été proposée pour la première fois par le journaliste new-yorkais Julian Ralph lors d'une interview à l'hôtel Hollenden avec le journaliste de Plain Dealer William Stokely Lloydon le 24 avril 1895. Élaborant sur l'idée, Ralph a déclaré:
Rendons nos citoyens fiers des vertus de nos villes. Rendons-les jaloux de la réputation politique de nos villes. Faisons en sorte qu'ils aient l'intention de bien gouverner et de le maintenir. Une façon de le faire est de faire flotter le drapeau de la ville au-dessus de leurs têtes.
La proposition a été accueillie positivement par les dirigeants de la ville et le public, et elle a déclenché un concours pour concevoir un nouveau drapeau avant le centenaire de la ville parrainé par The Plain Dealer. Le comité de sélection était présidé par l'artiste de l'Ohio Archibald Willard, mieux connu pour le célèbre Spirit of '76, un trésor national capturant l'ambiance de la Révolution américaine. Plus de deux douzaines d'entrées ont été soumises, y compris des propositions avec des sceaux municipaux représentant la déesse de la liberté ressemblant à la Columbia en costume grec classique accompagnée de devises latines.
La gagnante du concours était Susan Hepburn, diplômée d'une école d'art de 18 ans et descendante de colons américains de la réserve occidentale du Connecticut. Le comité de sélection a loué son design pour sa " puissance et sa simplicité ."Robert Beach, le journaliste de Plain Dealer qui a remis le prix à Hepburn, est devenu plus tard son mari. Certains Clevelanders se sont opposés à l'adoption de tout drapeau municipal, craignant qu'il ne concurrence le drapeau des États-Unis.
Il y avait une certaine confusion sur ce que signifiait "adoption officielle" dans la pratique, car à l'époque il n'y avait pas de précédent juridique en la matière, et la seule ville des États-Unis à adopter officiellement le drapeau était Philadelphie. Un fabricant de cigares de Cleveland a tenté de profiter de cette incertitude pour enregistrer rapidement le dessin comme sa propre marque.
Le 21 octobre 1895, le drapeau a été approuvé par le conseil municipal de Cleveland. Le comité du drapeau de la ville a ensuite décidé d'ajouter une devise municipale au dessin le 25 octobre. Bien que la devise latine "Major et Melior" (Plus grand et meilleur) ait été à l'origine privilégiée par les dirigeants de la ville, le maire Robert McKisson a plutôt préconisé la devise anglaise "Unity and Progress", qui est finalement devenue "Progress and Prosperity". Le maire McKisson a annoncé qu'il serait ajouté au drapeau le 13 novembre 1895. Une ordonnance a été mise en place sur la bannière le 24 février 1896, l'année où Cleveland a célébré son centenaire. L'adoption du drapeau de Cleveland a inspiré Cincinnati à adopter son propre drapeau.